# 올림픽 벨리즈 선수단
올림픽 벨리즈 선수단은 벨리즈 대표로 올림픽에 참가하는 선수단이다. 1968년과 1972년 하계 올림픽에서는 영국령 온두라스라는 이름으로 참가했다.
벨리즈는 1968년 올림픽에 처음 참가했으며 그 이후로 미국이 주도한 1980년 하계 올림픽 보이콧에 참가한 경우를 제외하고는 모든 하계 올림픽에 선수단을 파견해 왔다. 벨리즈는 동계 올림픽에 참가한 적이 없다. 1968년부터 1972년까지 벨리즈는 "영국령 온두라스"라는 식민지 이름으로 알려졌다.
벨리즈 국가 올림픽 위원회는 1967년에 창설되었으며 같은 해 국제 올림픽 위원회의 승인을 받았다.
2018년 기준 벨리즈 선수 중 올림픽 메달을 획득한 선수는 없다.

## 같이 보기
- 분류:벨리즈의 올림픽 참가 선수